# Helka (hajó)
A Helka (testvérhajójával, a Kelénnel együtt) a Balaton legrégebbi, jelenleg is használatban lévő hajója. Vas hajótesttel és fa felépítménnyel készült el 1891-ben, és a többszöri átépítés ellenére máig megőrizte 19. század végi külsejét.

## Jellemzői
A hajó felső fedélzete nyitott, a tatfedélzetén és a felépítmény tetején két kisebb nyitott utastér van. A hajótest pedig egy nagy, zárt, körpamlagos utastermet is magába foglal. 
A hajó legnagyobb hossza 35,22 méter, legnagyobb szélessége 5,28 méter, befogadóképessége 120 utas, főgépük teljesítménye 220 kW.
A hajót az 1970-es évek végén gazdasági okokból kivonták a forgalomból. Balatonfüreden, a Zákonyi Ferenc utcai ún. „bódésor” mellett kitették a partra. Fedélzeti építményeiben presszót alakítottak ki. 1980-ban itt forgatták A Pogány Madonna c. krimiparódia egyik verekedési jelenetét, Bujtor Istvánnal a középpontban. 1994-ben a Mahart visszavásárolta a hajót. 1996-ban felújították és ismét menetrend szerinti forgalomba helyezték.
A Helka és Kelén balatoni legendákból ismert szerelmespár neve, Helka a herceg leánya, Kelén pedig a reménytelenül szerelmes árva pásztorfiú. A hajók névadásánál ezt a legendát elevenítették föl.

## Képgaléria

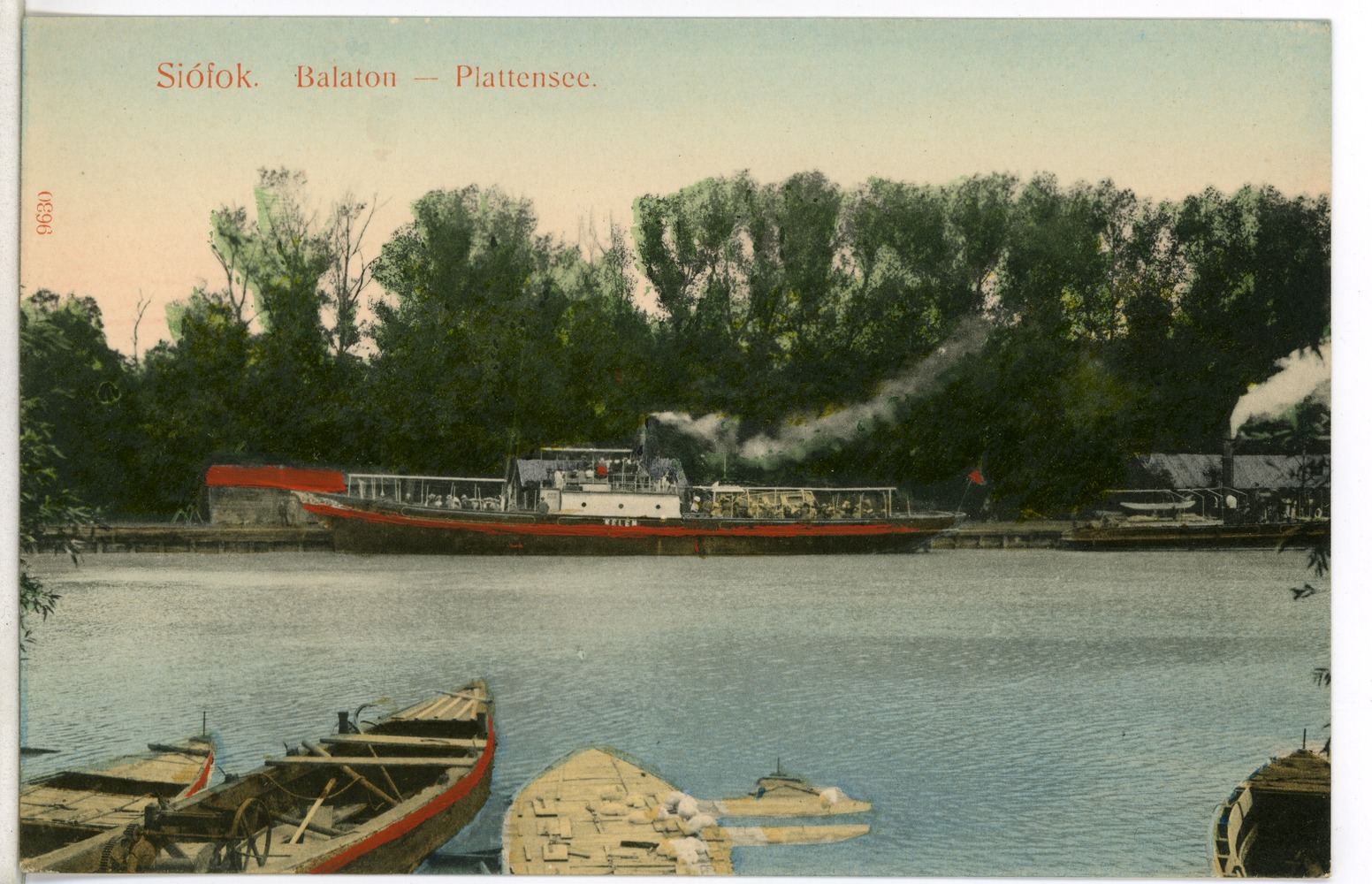
Kelén (1908)
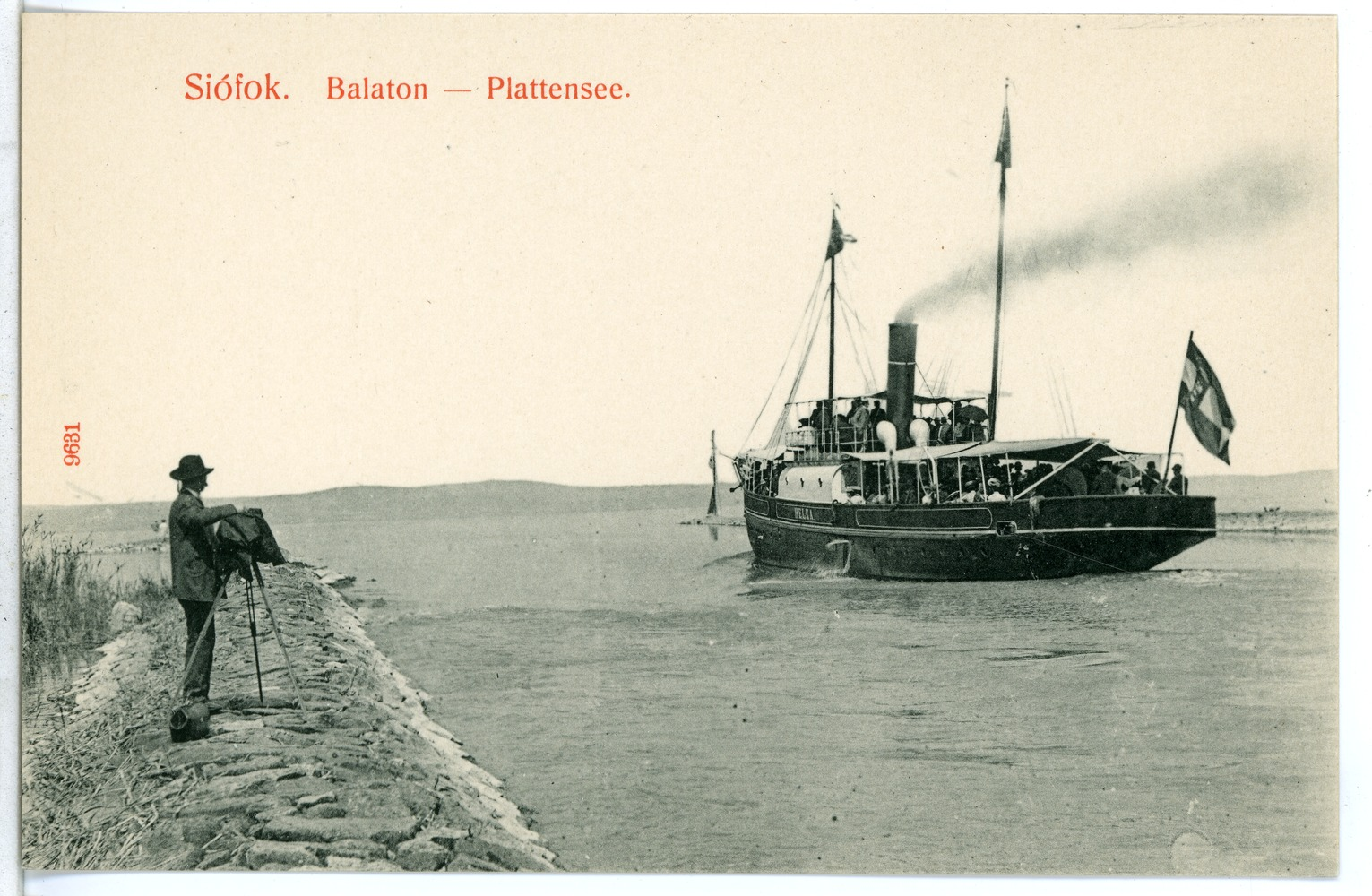
Helka (1908)
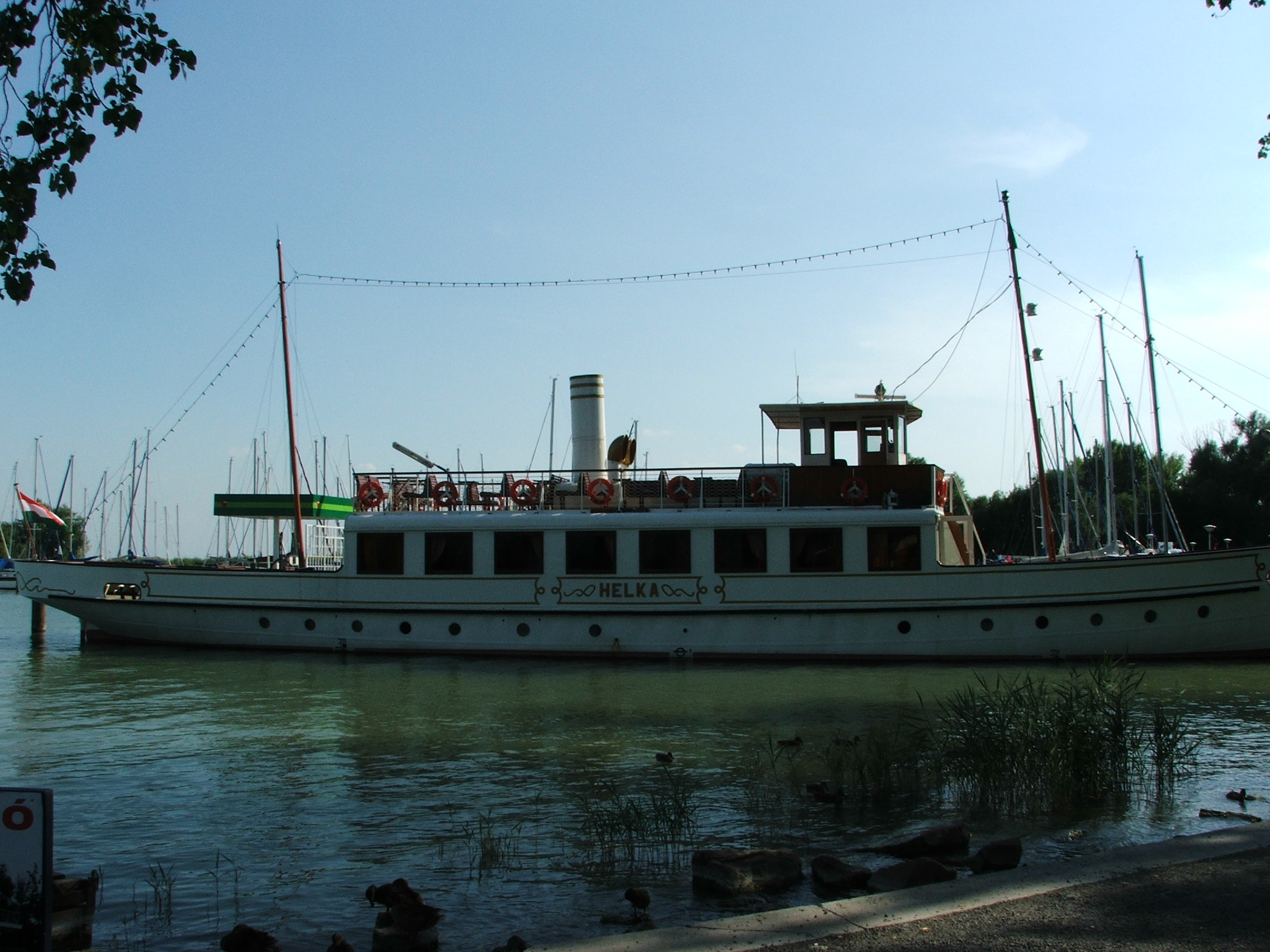
Helka (2006)